# Dythemis nigrescens
Dythemis nigrescens es una libélula de la familia de las libélulas rayadoras (Libellulidae). Es una especie principalmente mexicana, distribuyéndose desde el suroeste de E.U.A. hasta Oaxaca, México.

## Nombre común
- Español: libélula.

## Clasificación y descripción de la especie
El género Dythemis se compone de 7 especies, todas con distribución tropical en América. Los miembros de este grupo se encuentran a menudo perchados en la vegetación con las alas dirigidas hacia abajo y el abdomen levantado sobre el nivel del resto del cuerpo. La parte superior del  frons es de color púrpura metálico. El frente del  tórax está cubierto casi en su totalidad por una línea ancha mediodorsal. En los costados del tórax se forman los patrones “HII” o “HIY” con líneas difusas. El  abdomen de los machos es delgado, y tiene manchas claras a cada lado en los segmentos 4-7.

## Distribución de la especie
Esta especie se localiza en Arizona, Nuevo México y Texas (E.U.A.); y en México.

## Ambiente terrestre
Habita en arroyos, quebradas y ríos con corriente moderada.

## Estado de conservación
No se considera dentro de ninguna categoría de riesgo.